# Pimelia
Genre
Pimelia est un genre d'insectes coléoptères de la famille des Tenebrionidae.

## Liste des espèces

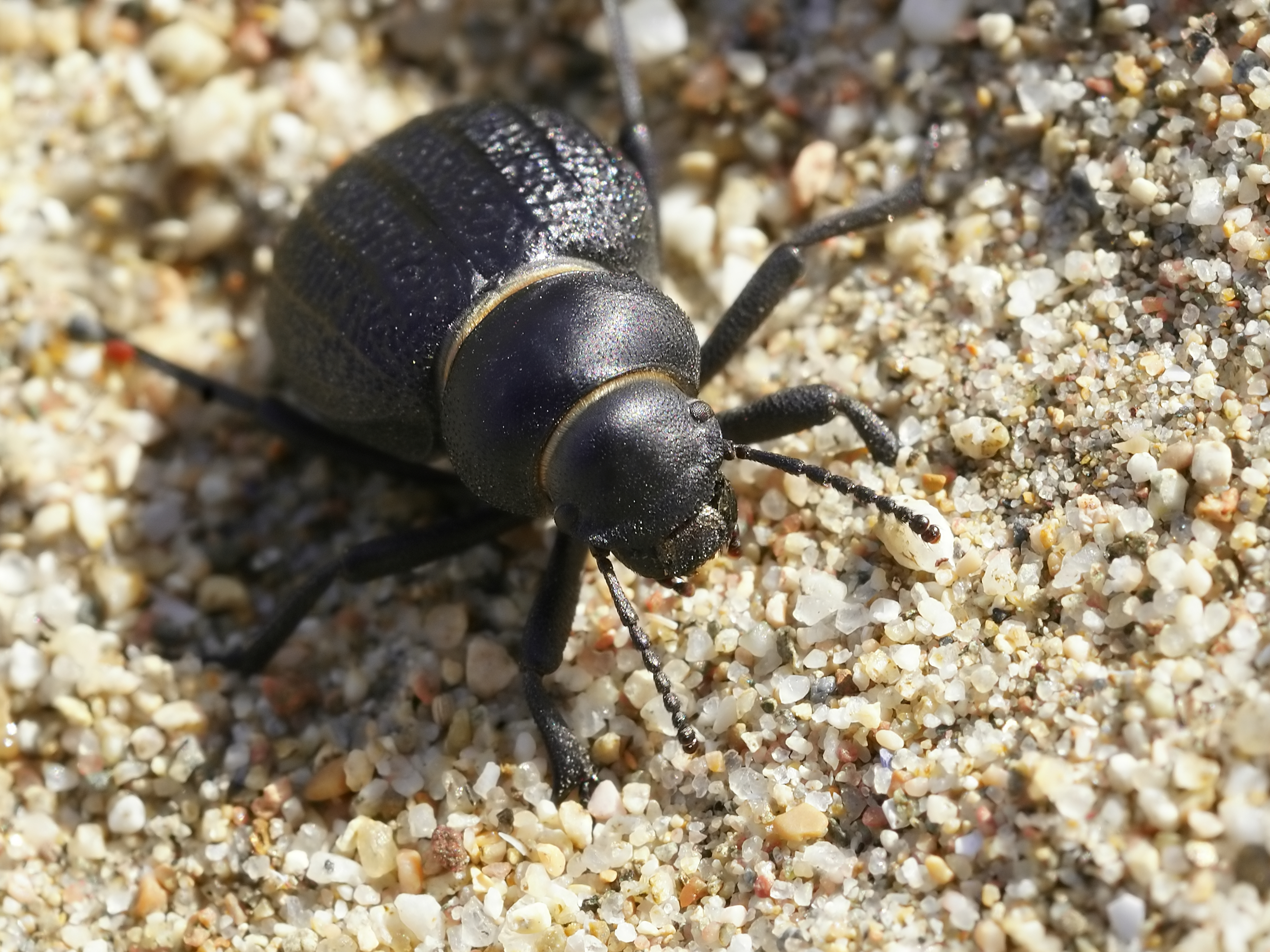
Pimelia modesta

Le genre comprend les espèces suivantes :
- Pimelia angulata Solier, 1836
- Pimelia bipunctata Fabricius, 1781
- Pimelia goryi Solier, 1836
- Pimelia grossa Fabricius, 1792
- Pimelia modesta Herbst, 1799
- Pimelia payraudi Latreille, 1829
- Pimelia rugulosa Germar, 1824
- Pimelia sulcata
- Pimelia undulata Solier, 1836

## Description
Le corps des pimélies est ovoïde, gibbeux, avec la tête et le corselet plus étroits que l'abdomen, et courts, comparativement au volume de cette dernière partie. La tête est inclinée et enfoncée dans le corselet jusqu'aux yeux. Les antennes sont un peu plus courtes que la moitié du corps, et moniliformes à leur extrémité ; leur troisième article est cylindrique et beaucoup plus long que les autres ; le dixième a presque la figure d'une coupe surmontée d'une pointe conique et terminale, formée par le dernier article ; ces deux derniers articles semblent se réunir pour en composer un seul de forme ovoïde et pointu. Les yeux sont peu saillants, oblongs. Le menton est large, avec le bord supérieur arrondi et échancré dans son milieu. Le corselet est beaucoup plus large que long, un peu échancré ou concave au bord antérieur, un peu dilaté et arrondi latéralement presque en forme de segment de cercle. L'écusson est imperceptible ou sensible, mais très petit. L'abdomen est très volumineux, en forme d'ovoïde, tronqué à sa base ou presque globuleux. Les élytres, qui l'embrassent en grande partie, sont soudées, chagrinées ou ridées; et se courbent postérieurement ; leurs côtés inférieurs sont comprimés et distingués de la partie supérieure par une carène aiguë et longitudinale. Les pattes sont plus ou moins longues, chagrinées, avec les jambes terminées par des éperons assez grands ; les dernières sont plus allongées ; tous les articles des tarses et les crochets du dernier sont entiers.
La substance dont est constituée la carapace, la chitine, est un isolant thermique. Ainsi muni, cet insecte très commun peut supporter les climats désertiques sans dommage. Si la température est trop élevée, il s'enfouit sous le sable.